# 深水埗運動場
深水埗運動場（しんすいほうんどうじょう、中国語: 深水埗運動場、英語: Sham Shui Po Sports Ground）は、香港の九龍深水埗区にある多目的スタジアムである。

## 概要
1988年に設立された。収容人数は2,194人。主にサッカーの試合に用いられる。現在、香港ファーストディビジョンリーグに所属する深水埗がホームスタジアムとして使用している。

## 交通アクセス
香港MTR荃湾線の茘枝角駅または長沙湾駅より徒歩約2分。